# Jessains
Jessains é uma comuna francesa na região administrativa de Grande Leste, no departamento de Aube. Estende-se por uma área de 10,88 km². Em 2010 a comuna tinha 275 habitantes (densidade: 25,3 hab./km²).